# بخش مرکزی شهرستان بیجار
بخش مرکزی شهرستان بیجار یکی از بخش‌های شهرستان بیجار در استان کردستان در غرب ایران است.

## تقسیمات کشوری
- بخش مرکزی شهرستان بیجار
  - دهستان حومه (بیجار)
  - دهستان خورخوره
  - دهستان سیلتان
  - دهستان نجف آباد
  - دهستان سیاه منصور

شهر: بیجار

## جمعیت
بنابر سرشماری مرکز آمار ایران، جمعیت بخش مرکزی شهرستان بیجار در سال ۱۳۸۵ برابر با ۶۸۳۸۶ نفر بوده است.